# Picknick op Paradijs
Picknick op Paradijs (Engels: Picknick on Paradise) is een sciencefictionroman van Joanna Russ. Russ was destijds een van de weinige vrouwelijke sf-schrijvers. Het werd in Nederland door A.W. Bruna Uitgevers uitgegeven, als los boek in de Zwarte Beertjes-reeks onder nummer 428. In 1979 volgde een herdruk in de sf-reeks van Bruna samen met twee andere al eerder verschenen romans in het dikste boek uit die reeks (411 blz.) .
Picknick on Paradise is een onderdeel van een verhalenbundel The Adventures of Alyx, maar is het enige van de zes verhalen uit die bundel die naar het Nederlands vertaald is.

## Synopsis
Het verhaal gaat over de katachtige Alyx, een (vrouwelijke) transtemp (Grote Transtemporele Kader van Helden en Heldinnen), die gids is voor een reis op de planeet Paradijs. Op die ijsplaneet vindt niets anders plaats dan toerisme. De planeet heeft bijvoorbeeld geen interessante grondstoffen of industrie. De planeet dwaalt doelloos rond. De groep gaat al wandelend onder Alyx’ aanvoering van een plek naar een andere en ondervindt daarbij dat Paradijs toch niet zo’n Paradijs is als bij de eerste kennismaking bleek. Ook de intermenselijke verhoudingen spelen een rol in het feit dat niet alle deelnemers de reis overleven.